# Златокоса и разбојник: Серија
Златокоса и разбојник: Серија (енгл. Tangled: The Series), од друге сезоне Златокосине авантуре (енгл. Rapunzel's Tangled Adventure) америчка је амимирана телевизијска серија направљена од стране Криса Сонебурга и Шејна Пигмора и продуцирана од стране Disney Television Animation која се премијерно емитовала на Дизни каналу као наставак оригиналног филма Дизни канала под називом Златокоса и разбојник: Пре срећног краја који се емитовао 10. марта 2017. године. Регуларне епизоде су почеле са емитовањем 24. марта 2017. године. Серија је базирана на филму Златокоса и разбојник из 2010. године, са гласовима Менди Мур, Закарија Ливаја Иден Еспиноза, Кленсија Брауна и Џули Боуен.
У фебруару 2017. године, пре почетка емитовања, наручена је друга сезона серије, која је премијерно емитована 24. јуна 2018. године. У мају 2018, пре почетка друге сезоне, серија је обновљена за трећу сезону, која је кренула 7. октобра 2019. године.
У Србији је серија премијерно емитована 2017. године на Disney Channel, без локализације на српски језик. Од 2019. године, серија се емитује титлована, са титловима на српски које је радила SDI Media. У титлованој верзији наслов серије је Златокосине авантуре. Српска синхронизација, коју је радио студио Sinker Media, премијерно је приказана 6. марта 2020. године на HBO Go. У синхронизованој верзији наслов серије је Златокоса и разбојник: Серија.

## Радња
Шест месеци након што је побегла од мајке Готел и поновно се спојила са родитељима, краљем Фредериком и краљицом Аријаном од Короне, принцеза Златокоса се не може правилно прилагодити због сталне заштите свог оца. Кад се она и њена слушкиња Касандра искраду из дворца, наилазе на неке чаробне шиљке црног камена који магично обнављају Златокосину дугу плаву косу. Оне, Јуџин Фицхерберт, камелеон Паскал и коњ Макимус морају да открију мистерију повратка дуге косе и њене повезаности са црним камењем који се појављују око Короне.

## Улоге
| Лик              | Оригинални глас | Српски глас                                                   |
| ---------------- | --------------- | ------------------------------------------------------------- |
| Златокоса        | Менди Мур       | Маријана Живановић Чубрило (говор) Ирина Арсенијевић (певање) |
| Јуџин Фицхерберт | Закари Ливај    | Ђорђе Стојковић (говор) Стефан Шљукић (певање)                |
| Касандра         | Еден Еспиноза   | Јелена Ракочевић (говор) Ђурђина Радић (певање)               |
| Краљ Фредерик    | Кленси Браун    | Душко Премовић (говор) Никола Немешевић (певање)              |
| Краљица Аријана  | Џули Боуен      | Наташа Аксентијевић                                           |
| Варијан          | Џереми Џордан   | Никола Тодоровић (говор) Матеја Вукашиновић (певање)          |
| Мајка Готел      | Дона Марфи      | Ана Симић Кораћ                                               |